# Bitva o Nadžaf (2003)
Bitva o Nadžaf probíhala od 24. března do 4. dubna 2003 mezi iráckými a spojeneckými vojsky. Šlo o jednu z největších bitev války v Iráku. Samotná operace probíhala ve dvou fázích. V první fázi 3. pěší divize obklíčila město a v druhé se do boje zapojila 101. výsadková divize, která měla za úkol město obsadit.

## Bojiště
Město Nadžaf leží na hlavní dopravní tepně mezi městy Karbalá a Bagdád. Spojenci se u většiny měst nezdržovali jejich dobýváním a raději je obešli. Avšak množící se obavy o útoky ze zálohy na zásobovací konvoje donutily americké velení ke změně taktiky. Ta spočívala v zabezpečení rizikových míst, mezi které patřil i Nadžaf. Nejprve bylo nutné obsadit dva mosty severně a jižně od Nadžafu. Most ve městě Al-Kifl (sever) byl označen jako "Cíl Jenkins", a most ve městě Abú Suchajr (jih) jako "Cíl Floyd". Situaci ještě zkomplikovaly silné písečné bouře, které omezovaly činnost letectva.

## První útok
K prvnímu většímu útoku na město došlo 24. března. 32 bojových vrtulníků AH-64D Longbow Apache z 11. leteckého pluku mělo zaútočit na obrněnou divizi Republikánské gardy Medina, která byla rozmístěna v okolí města. Helikoptéry Apache se v minulosti ukázaly jako velmi efektivní v ničení obrněné techniky, ale zpravidla byly nasazovány jen v roli blízké letecké podpory a nikoliv při útocích na větší vzdálenosti. Irácké síly měly zřejmě přehled o trase letu delší dobu. Obránci vyčkávali do chvíle, kdy letka přiletěla co nejblíže jejich postavením. Pak na pár sekund vypnuli ve městě osvětlení, což byl dohodnutý signál k zahájení palby. Během několika okamžiků utrpěl každý stroj nějaký zásah. Letka se ihned rozhodla vrátit se na základnu. Kromě jednoho stroje se to všem podařilo, a to i přesto, že jeden vrtulník utrpěl přímý zásah raketou. Za sestřelenou posádkou byl vyslán záchranný vrtulník, ale kvůli přetrvávající silné palbě nepřítele nemohl přistát. Posádka vrtulníku, Ronald Jung a David Williams, se pokusila uprchnout, ale skupina ozbrojených civilistů je zadržela a předala irácké armádě. Oba muži byli osvobozeni v polovině dubna nedaleko města Tikrít. Irácká propaganda sestřel ihned využila. Tvrdila dokonce, že vrtulník sestřelil farmář svojí puškou. Irácká vláda tak zřejmě chtěla motivovat civilisty k odporu vůči invazním vojskům, ovšem šance, že by vrtulník Apache byl sestřelen obyčejnou puškou, je velmi malá. Jelikož hrozil únik citlivých materiálů, tak se americká armáda rozhodla vrak zničit. Použila na to dvojici raket MGM-140 ATACMS.
Po nezdařeném útoku následovaly diskuse o příčinách selhání. Kritika směřovala zejména k rozhodnutí vyslat bojové vrtulníky na misi v takové vzdálenosti od vlastních linií. Obhájci útoku upozorňovali na chybné plánování a špatný odhad nepřátelských sil. Nakonec se američtí velitelé rozhodli po dvou dnech útok zopakovat. Tentokrát už byl koordinován s dělostřelectvem a bojovými letadly F/A-18 Hornet. Změna taktiky přinesla pozitivní výsledky. Bylo zničeno 7 protiletadlových děl, 5 radarů, 3 děla a 25 vozidel, přičemž spojenci neztratili ani jeden stroj.

## Cíl Jenkins
Obsazením mostu ve městě Al-Kifl byla pověřena 1. brigáda pod velením plukovníka Willa Grimsleye. Ta byla ale v době vydání rozkazu rozptýlena mezi městy Násiríja a Nadžaf. V blízkosti cíle se nacházel pouze protiletadlový oddíl a průzkumná jednotka. 25. března kolem 02:00 protiletadlový oddíl spustil útok na pozice iráckých milicí rozmístěných v cílové oblasti. Postup byl ale pomalý, a to i přes dělostřeleckou podporu. Nakonec velitel požádal o vyslání posil. Plukovník Grimsley převelel do oblasti bojů rotu B 3. praporu 7. pěšího pluku. Ta dorazila na bojiště kolem 8:30 a následně vystřídala protiletadlový oddíl v čele útoku.
V 11:00 se spojenecké jednotky probojovaly až k mostu. Tři tanky vjely na most a Iráčané se ho v tu chvíli pokusili vyhodit do vzduchu. Výbuch ale nebyl dostatečně silný na to, aby most spadl. Jak se ukázalo, most nebyl vážně poškozen a byl schopen zvládnout nápor vozidel. Iráčané se však nevzdávali ani po tom, co se americké jednotky probojovaly na opačný břeh. Odhaduje se, že do boje se zapojilo kolem 1 200 Iráčanů. I přes tak silný nápor se malé jednotce podařilo udržet most až do příchodu posil 26. března. Po 36 hodinách strávených v boji se americkým vojákům podařilo definitivně odříznout severní trasu k městu.

## Cíl Floyd
Útok na most ve městě Abu Sachajr začal 25. března v 6:00. Kvůli písečné bouři byla viditelnost omezena na 25 metrů, takže postupující vojska byla při vyhledávání nepřítele odkázána na termovizní kamery. V 10:43 dorazil 3. prapor 7. jezdeckého pluku k mostu. Při průzkumu bylo zjištěno, že most není podminovaný. Část jednotek přešla na severní stranu mostu, ale tam už čekala irácká vojska, která využila špatného počasí k přiblížení.
Ve stejné době napadla irácká vojska i jednotky na jižní straně. Činnost vrtulníků byla znemožněna, ale letadla nad bouří shazovala pumy s GPS naváděním na cíle označené pozemními jednotkami. Náletů se zúčastnily i bombardéry B-1B Lancer, které zničily mimo jiné i dvojici iráckých tanků T-72.
Jednotky na severu pokračovaly v postupu směrem k městu. Odpor byl silný a nepříteli se podařilo zasáhnout několik spojeneckých vozidel. Dva tanky Abrams a jedno bojové vozidlo pěchoty M2 Bradley byly zasaženy raketami, což mělo za následek detonaci vezené munice. Při konstrukci vozidel se s touto situací počítalo, a tak díky vhodné konstrukci neutrpěly posádky žádné ztráty na životech. Objevily se informace, podle kterých měla být vozidla zasažena raketami 9M133 Kornet, kterými Irák oficiálně nedisponoval. Odborníci se ale přiklánějí k názoru, že detonace způsobily zásahy do slabě chráněných míst. Večer irácké útoky ustaly, což umožnilo americkým jednotkám upevnit své postavení na obou březích.

## Obklíčení
26. března se 2. prapor 69. obrněného pluku pokusil spojit se 7. jezdeckým plukem, čímž by se podařilo město definitivně obklíčit. Postupující vojska se nesetkala se silnějším odporem, takže spojení vojsk se vydařilo a 7. jezdecký pluk se po 120 hodinách na bojišti mohl stáhnout.
Situace ve městě byla ale stále horší. Civilisté, kteří město opustili, tvrdili, že fanatičtí bojovníci věrní Saddámu Husajnovi nutili členy milicí al-Kuds pod hrozbou zabití rodinných příslušníků setrvat v boji. Objevovaly se i informace, podle kterých představitelé strany Baas vraždili civilisty, kteří odmítali spolupracovat. Ale ani tato opatření nedokázala udržet iráckou armádu bojeschopnou. Svědčí o tom i výpověď zajatého iráckého plukovníka, podle níž mu z jeho jednotky o síle 1 200 mužů zůstalo jen 200. 27. března došlo k prvnímu zaznamenanému případu sebevražedného útoku. Atentátník se odpálil na kontrolním stanovišti americké armády, přičemž zabil čtyři vojáků 7. pěšího pluku 3. pěší divize.

## Pád Nadžafu
Náhodné irácké útoky na zásobovací konvoje podnikané z obklíčených měst donutily americké velitele, aby postup na Bagdád o několik dní zpomalili. Rozhodli se nejprve zajistit zázemí a až potom spustit konečný útok. 28. března dorazily k Nadžafu jednotky 101. výsadkové divize podporované jedním praporem z 1. obrněné divize.
29. března spustili američtí výsadkáři útok na město. Ještě v ten den se jim podařilo obsadit tamní letiště. O dva dny později začaly těžké boje v okolí mešity Iman Alího, jednoho z nejsvětějších míst pro stovky milionů šíitů. Boje trvaly čtyři hodiny, ale vojáci si byli vědomi duchovního významu tohoto místa, takže boje zasáhly mešitu jen minimálně.
Američtí velitelé úmyslně neblokovali cestu z Nadžafu do města Hilla. Iráčané chtěli 1. dubna přesně podle jejich očekávání využít tuto trasu na ústup. Za krátko se stali terčem útoku lehkých bojových vrtulníků OH-58 Kiowa. Ve stejný den do bojů zasáhl i 70. obrněný pluk. Druhý den byl spuštěn koordinovaný útok na vytipované pozice zbytků nepřátelských sil a 4. dubna bylo město plně v rukou spojenců.